# خايمي هويرتا
خايمي هويرتا (بالإسبانية: Jaime Rodolfo Huerta Boggiano)‏ (8 أغسطس 1987 بليما في بيرو - ) هو مدرب كرة قدم ولاعب كرة قدم بيروفي في مركز الدفاع. لعب مع Deportivo Coopsol ‏ وCusco FC ‏.

## وصلات خارجية
- خايمي هويرتا على موقع قاعدة بيانات كرة القدم.إي يو (الإنجليزية)
- خايمي هويرتا على موقع Soccerway.com (الإنجليزية)